# Stephan Schulzer von Müggenburg
Stephan Joseph Schulzer von Müggenburg (ur. 19 grudnia 1802 w Viduševacu, zm. 5 lutego 1892 w Vinkovcach) – węgiersko-chorwacki oficer i mykolog.

## Życiorys
Schulzer von Müggenburg urodził się w skrajnej nędzy w zrujnowanym zamku na obrzeżach imperium austro-węgierskiego (Viduševac, obecnie Chorwacja). Jego matka zmarła we wczesnym dzieciństwie. Wychował go dobrze wykształcony, ale bardzo surowy ojciec, emerytowany oficer armii niemieckiego pochodzenia. Zmarł, gdy Schulzer miał piętnaście lat. Kolejne trzy lata Schulzer uczył się w podobnej do akademii wojskowej grupie kadetów w Ołomuńcu (Olmütz). Spędził w niej siedem lat jako kadet (oficer szkolący się), a kolejne sześć lat jako kandydat na oficera. Uzyskał stopień podporucznika, a po następnych dziesięciu latach został kapitanem. W 1821 roku brał udział w wojnie austriacko-piemonckiej. W walce z pożarem doznał poważnych urazów obydwu rąk, i dwa lata później wycofał się z czynnej służby. Zgłosił się jednak na ochotnika do założenia i prowadzenia szpitala wojskowego. Padł w nim ofiarą choroby, która spowodowała u niego głuchotę i zaburzenia widzenia. Był żonaty i miał dwie córki.

## Praca naukowa
Przypadkowe spotkanie z popularnym podręcznikiem grzybowym w 1831 roku rozbudziło jego zainteresowanie grzybami. Nauczył się historii naturalnej oraz wystarczającej znajomości greki i łaciny. W stosunkowo krótkim czasie przekształcił się z utalentowanego mykologa amatora w docenionego przez jego bardziej akademickich rówieśników mykologa – naukowca. Z czasem odzyskał większość sprawności rąk i słuchu. Napisał wiele prac w zakresie mykologii. Znaczna część jego prac pozostaje nieopublikowana, ale niektóre zostały zredagowane i opublikowane przez jego kolegów, a niekiedy rywali naukowych – Károlego Kalchbrennera i Friedricha von Hazslina.
Opisał nowe gatunki grzybów. Przy nazwach naukowych utworzonych przez niego taksonów dodawany jest cytat Schulzer.